# Mjösjön (Lysviks socken, Värmland)
Mjösjön är en sjö i Sunne kommun i Värmland och ingår i Göta älvs huvudavrinningsområde.